# Cristina Piaget
Cristina Piaget (Madrid, 14 de maig de 1969) és una actriu i top model espanyola..

## Biografia
Va iniciar la seva carrera artística a través del Real Conservatori de Dansa Clàssica de Madrid, formant-se en la London Academy of Músic and Drama i graduant-se a l'Escola Nancy Tuñón. Parla 5 idiomes: anglès,francès,italià,indonesi i espanyol.
Es va iniciar en el món de la moda amb tan sols 14 anys, arribant a ser una de les top models espanyoles més conegudes i cotitzades a nivell internacional. Als 16 anys va ser la primera portada de la revista ELLE a Espanya.
Posteriorment treballaria per a grans dissenyadors, especialment en alta costura, com Christian Dior, Yves Saint Laurent, Valentino, Yohi Yamamoto, Lolita Lempika, Castelbajac, etc...
En una entrevista Paco Rabanne confirmava que els seus models favorites eren Carla Bruni i Cristina Piaget, a les quals utilitzava sovint en les seves desfilades.
En paral·lel amb la seva carrera de moda ha anat compaginant la d'actriu, atès que va créixer veient les pel·lícules del seu pare Paul Piaget, actor de Jerez que va participar en una desena de westerns en l'època daurada rodats en Almeria. Va debutar com a actriu amb tan sols 11 anys amb el curt de Begoña Menéndez Final del juego.
Va decidir dedicar-se més a la interpretació i en 1997 es va atrevir a pujar-se a l'escenari per primera vegada amb l'obra Ruïnes estrenada a Madrid, des de llavors ha anat involucrant-se cada vegada més en la seva faceta d'actriu. Formant-se en escoles per tot el món com la prestigiosa LAMDA,(London Academy of Music and Drama) i el Actors Center de Londres realitzant l'obra de teatre The Winter's Tale de Shakespeare dirigida per Penny Cherns per a LAMDA, més tard li van arribar papers de repartiment al costat de Chazz Palminteri, Til Schweiger i Andy Garcia, també va participar en el Tribeca Film Festival com a actriu seleccionada a través d'un curt realitzat per la NYU University. Ha treballat amb La Fura dels Baus amb un paper de repartiment i amb Els Comediants en la pel·lícula el guió de la qual va ser escrit per Salvador Dalí, Cristina protagonitzava a Gala, sengles pel·lícules rodades a Barcelona.

## Moda
Ha fet una trentena d'anuncis publicitaris de prestigioses marques comercials (Campari, Danone, Soltour, El País). Ha presentat gales d'UNICEF, de l'ONU, ha participat en la cerimònia d'inauguració dels Jocs Olímpics de Barcelona i ha prestat la seva imatge a campanyes de moda amb finalitats benèfics, com la campanya benèfica contra el sida.
Va protagonitzar al costat del top model suec Marcus la campanya internacional d'ulleres per a Paco Rabanne.
Ha protagonitzat diverses portades al llarg de la seva carrera, com Vogue, Elle, Marie Claire, Woman, Telva, Vanidad, Donna, Madame Figaro o Mademoiselle.

## Filmografia

### Pel·lícules
- 1992 - Los gusanos no llevan bufanda com a María.
- 1998 - Subjúdice com Cantant.
- 1998 - Cuando el mundo se acabe te seguiré amando com Natalia.
- 1998 - Feliz Aniversario com Esther. (Curtmetratge).
- 2000 - Babaouo com Matilde
- 2000 - Quiero morir com Enfermera (Curtmetratge).
- 2001 - Faust 5.0 com Dona ullerosa.
- 2003 - El brillo interno de las cosas com Olympia (Curtmetratge).
- 2003 - No me creo lo que veo com Susan Sealove.
- 2004 - Modigliani com Marie.
- 2005 - La monja com Hermana Úrsula.
- 2006 - Autopsia de un alien com Entrevistadora.
- 2007 - Body Armourcomo Lareina.
- 2007 - Hotel Tívoli com Lady Enigma.
- 2008 - Alta Infidelidad com Sonia (Curtmetratge).
- 2010 - Disección de una tormenta com D (Curtmetratge).
- 2015 - Witch Girl com Tía Hilda (Curtmetratge).

### Sèries televisives
- 1999 - Petra Delicado (1 episodi).
- 2001 - Esencia de poder (4 episodis).

### Teatre
- Ruinas de Thomas Aznar.
- Cuatro corazones con freno y marcha atrás.
- El zoo de cristal.
- The Winter's tale de Penny Cherns.
- Un tranvía llamado deseo diAndrés Rus.